# Eleições legislativas na República Checa em 2013
As eleições legislativas checas de 2013 foram realizadas entre os dias 25 e 21 de outubro para renovar a totalidade de assentos da Câmara dos Deputados da Chéquia. Tais eleições foram antecipadas após o governo minoritário liderado pelo então primeiro-ministro Jiří Paroubek ter sido derrubado diante da aprovação de uma moção de censura.
Nenhum dos partidos políticos logrou alcançar a maioria absoluta. No entanto, o  Partido Social-Democrata Tcheco (ČSSD) foi o partido mais votado no pleito, obtendo 20.46% dos votos válidos e elegendo 50 deputados, 6 a menos em comparação às eleições de 2010. Por sua vez, a Aliança dos Cidadãos Descontentes (ANO), partido recém-fundado por Andrej Babiš, obteve uma surpreendente votação, elegendo 47 deputados e tornando-se a segunda principal força política do país. O Partido Comunista da Boêmia e Morávia (KSČM) reforçou sua posição como terceira força política do parlamento checo e conseguiu expandir sua bancada parlamentar após obter 14.91% dos votos válidos e eleger 33 deputados.
Por outro lado, o TOP 09 e o Partido Democrático Cívico (ODS), partidos que compuseram a coalizão governista que governou a República Checa entre 2010 e 2013, sofreram duras derrotas eleitorais após perderem ao todo 52 assentos, inviabilizando a continuidade do governo. Após as eleições, ČSSD, ANO e o KDU-ČSL chegaram a um acordo para formar uma nova coalizão que fornecesse sustentação política a um novo governo e Bohuslav Sobotka tornou-se o novo primeiro-ministro do país.

## Resultados eleitorais
| Partido                           | Partido                                                 | Votos     | %     | Cadeiras | +/–  |
| --------------------------------- | ------------------------------------------------------- | --------- | ----- | -------- | ---- |
|                                   | Partido Social-Democrata Tcheco                         | 1 016 829 | 20.46 | 50       | 6    |
|                                   | Aliança dos Cidadãos Descontentes                       | 927 240   | 18.66 | 47       | Novo |
|                                   | Partido Comunista da Boêmia e Morávia                   | 741 044   | 14.91 | 33       | 7    |
|                                   | TOP 09                                                  | 596 357   | 12.00 | 26       | 15   |
|                                   | Partido Democrático Cívico                              | 384 174   | 7.73  | 16       | 37   |
|                                   | Liberdade e Democracia Direta                           | 342 339   | 6.89  | 14       | Novo |
|                                   | União Cristã e Democrata - Partido Popular Checoslovaco | 336 970   | 6.78  | 14       | 14   |
|                                   | Demais partidos políticos                               | 625 031   | 12.57 | 0        | 0    |
| Total de votos válidos            | Total de votos válidos                                  | 4 969 984 | 99.26 | –        | –    |
| Votos inválidos (brancos e nulos) | Votos inválidos (brancos e nulos)                       | 37 228    | 0.74  | –        | –    |
| Total de votos registrados        | Total de votos registrados                              | 5 007 212 | 100   | –        | –    |
| Eleitorado apto a votar           | Eleitorado apto a votar                                 | 8 424 227 | 59.44 | –        | –    |